# 26e gala Québec Cinéma
Le 26e gala Québec Cinéma a lieu le 8 décembre 2024 pour honorer les réalisations du cinéma québécois sorties entre le 1er septembre 2023 et le 31 août 2024. Trente prix Iris sont remis par Québec Cinéma, dont dix-huit lors du Gala Artisans.
Les nominations sont annoncées en octobre 2024 : le film Vampire humaniste cherche suicidaire consentant de Ariane Louis-Seize domine avec vingt-deux nominations devant le film Simple comme Sylvain de Monia Chokri qui en a quatorze.
Lors du Gala, le cinéaste Denis Villeneuve reçoit le prix Iris-Hommage.
Le film Vampire humaniste cherche suicidaire consentant, réalisé par Ariane Louis-Seize, est récompensé de huit prix dont celui du meilleur film.

## Palmarès
| Meilleur film | Meilleure réalisation |
| --- | --- |
| - Vampire humaniste cherche suicidaire consentant — Ariane Louis-Seize - 1995 — Ricardo Trogi - Ababouiné — André Forcier - Richelieu — Pier-Philippe Chevigny - Ru — Charles-Olivier Michaud (en) - Simple comme Sylvain — Monia Chokri - Solo — Sophie Dupuis | - Monia Chokri, Simple comme Sylvain - Ariane Louis-Seize, Vampire humaniste cherche suicidaire consentant - Pier-Philippe Chevigny, Richelieu - Ricardo Trogi, 1995 - Sophie Dupuis, Solo |
| Meilleur acteur | Meilleure actrice |
| - Théodore Pellerin pour le rôle de Simon dans Solo - Félix-Antoine Bénard (en) pour le rôle de Paul dans Vampire humaniste cherche suicidaire consentant - Jean-Carl Boucher pour le rôle de Ricardo dans 1995 - Marc-André Grondin pour le rôle d'Ellias Barnès dans Le Successeur - Pierre-Yves Cardinal pour le rôle de Sylvain dans Simple comme Sylvain | - Ariane Castellanos (en) pour le rôle d'Ariane dans Richelieu - Magalie Lépine-Blondeau pour le rôle de Sophia dans Simple comme Sylvain - Mylène Mackay pour le rôle Marcelle Gauvreau/Roxanne dans Dis-moi pourquoi ces choses sont si belles - Nahéma Ricci (en) pour le rôle de Nina dans Jour de chasse - Sara Montpetit pour le rôle de Sasha dans Vampire humaniste cherche suicidaire consentant - Sophie Desmarais pour le rôle d'Emma dans Les Jours heureux       |
| Meilleur acteur de soutien | Meilleure actrice de soutien |
| - Marc-André Grondin pour le rôle de Stéphane dans Richelieu - Francis-William Rhéaume (en) pour le rôle de Xavier dans Simple comme Sylvain - Martin Dubreuil pour le rôle d'Albert dans Kanaval - Steve Laplante pour le rôle d'Aurélien dans Vampire humaniste cherche suicidaire consentant - Steve Laplante pour le rôle de Philippe dans Simple comme Sylvain                                                                                                   | - Sandrine Bisson pour le rôle de Claudette dans 1995 - Marie Brassard pour le rôle de Victorine dans Vampire humaniste cherche suicidaire consentant - Noémie O'Farrell (en) pour le rôle de Denise dans Vampire humaniste cherche suicidaire consentant - Pascale Montpetit pour le rôle de Délima Paquette dans Ababouiné - Sophie Cadieux pour le rôle de Georgette dans Vampire humaniste cherche suicidaire consentant                                                  |
| Révélation de l'année | Meilleur scénario |
| - Ariane Castellanos (en) pour le rôle d'Ariane dans Richelieu - Chaimaa Zineddine Elidrissi (en) pour le rôle de Fatima dans Les Rayons gamma - Chloé Djandji (en) pour le rôle de Tinh dans Ru - Félix-Antoine Bénard (en) pour le rôle de Paul dans Vampire humaniste cherche suicidaire consentant - Shadi Janho (en) pour le rôle de Yunnis dans 1995 | - Ariane Louis-Seize et Christine Doyon (en) — Vampire humaniste cherche suicidaire consentant - André Forcier, François P. Forcier (en), Renaud Pinet-Forcier (en), Laurie Perron (en) et Jean Boileau (en) — Ababouiné - Monia Chokri — Simple comme Sylvain - Pier-Philippe Chevigny — Richelieu - Ricardo Trogi — 1995 |
| Meilleur film documentaire | Meilleur court ou moyen métrage documentaire |
| - Kite Zo A : Laisse les os (en) — Kaveh Nabatian (en) - Au lendemain de l'odyssée — Helen Doyle - Festin Boréal — Robert Morin - Graver l'homme : arrêt sur Pierre Hébert — Loïc Darses - Les Jours — Geneviève Dulude-De Celles | - Vibrations from Gaza [ذبذباتمنغزة] — Rehab Nazzal (en) - Après-coups — Romane Garrant - L'Artifice — Isabelle Grignon-Francke - Outside Center — Eli Jean Tahchi (en) - Perséides (en) — Laurence Lévesque (en) |
| Meilleur court ou moyen métrage de fiction | Meilleur court ou moyen métrage d'animation |
| - Été 2000 (en) — Virginie Nolin (en) et Laurence Olivier (en) - Faire un enfant (en) — Éric K. Boulianne (en) - Gaby les collines (en) — Zoé Pelchat (en) - I Used to Live There (en) — Ryan McKenna (en) - Mothers and Monsters (en) — Édith Jorisch (en) | - Un trou dans la poitrine (en) — Jean-Sébastien Hamel et Alexandra Myotte - Albums de famille — Moïa Jobin-Paré - Les Fleurs sauvages — Rodolphe Saint-Gelais et Thierry Sirois - Mémoire entropique (en) — Nicolas Brault (en) - Retour à Hairy Hill (en) — Daniel Gies |
| Meilleure direction artistique | Meilleurs costumes |
| - Ludovic Dufresne (en) – Vampire humaniste cherche suicidaire consentant - Colombe Raby – Simple comme Sylvain - Jean Babin (en) – Ababouiné - Marie-Hélène Lavoie – Ru - Yola Van Leeuwenkamp – Dis-moi pourquoi ces choses sont si belles | - Cédric Quenneville (en) – Solo - Francesca Chamberland – Nos belles-sœurs - Kelly-Anne Bonieux (en) – Vampire humaniste cherche suicidaire consentant - Madeleine Tremblay (en) – Ababouiné - Sophie Lefebvre (en) – Dis-moi pourquoi ces choses sont si belles |
| Meilleure direction de la photographie | Meilleure direction de la photographie d'un film documentaire |
| - André Turpin – Simple comme Sylvain - André Dufour (en) – Dis-moi pourquoi ces choses sont si belles - Jean-François Lord (en) – Ru - Mathieu Laverdière (en) – Solo - Shawn Pavlin (en) – Vampire humaniste cherche suicidaire consentant - Steve Asselin – 1995 - Vincent Gonneville (en) – Jour de chasse | - Mathieu Laverdière (en) – Má Sài Gòn [Mère Saigon] - Ernesto Pardo (en) et François Messier-Rheault (en) – La Garde blanche (en) - Kaveh Nabatian (en) – Kite Zo A : Laisse les os (en) - Louis Turcotte (en) – Graver l'homme : Arrêt sur Pierre Hébert (en) - Philippe Lavalette – Au lendemain de l'odyssée |
| Meilleur montage | Meilleur montage d'un film documentaire |
| - Stéphane Lafleur – Vampire humaniste cherche suicidaire consentant - Amélie Labrèche (en) – Richelieu - Marie-Pier Dupuis (en), Dominique Fortin et Maxim Rheault (en) – Solo - Pauline Gaillard – Simple comme Sylvain - Yvann Thibaudeau – 1995 | - Elric Robichon – Festin boréal - Annie Jean (en) – Au lendemain de l'odyssée - Emmanuelle Lane (en) – Les Jours (en) - Kaveh Nabatian (en) – Kite Zo A : Laisse les os (en) - Philippe Lefebvre (en) – Graver l'homme : Arrêt sur Pierre Hébert (en) |
| Meilleure musique originale | Meilleure musique originale d'un film documentaire |
| - Daniel Bélanger – Nos belles-sœurs - Charles Lavoie – Solo - Michel Corriveau (en) – Ru - Pierre-Philippe Côté – Vampire humaniste cherche suicidaire consentant - Viviane Audet, Robin-Joël Cool (en) et Alexis Martin (en) – Dis-moi pourquoi ces choses sont si belles | - Mimi Allard (en) – La Garde blanche (en) - Jérôme Minière – Le Huitième Étage, jours de révolte (en) - Lakou Mizik et Joseph Ray – Kite Zo A : Laisse les os (en) - Liana El Amraoui et Jacob Desjardins – Éviction (en) - Pierre-Philippe Côté – Les Jours (en) |
| Meilleur son | Meilleur son film documentaire |
| - Marie-Pierre Grenier, Simon Gervais, Luc Boudrias (en) et Thierry Bourgault D'Amico –Vampire humaniste cherche suicidaire consentant - François Grenon, Julien Roig et Olivier Guillaume – Simple comme Sylvain - Patrice Leblanc, Luc Boudrias et Jean Camden – Solo - Samuel Gagnon-Thibodeau, Luc Boudrias et Laurent Ouellette – Jour de chasse - Sylvain Bellemare, Luc Boudrias, François Goupil, Stephen de Oliveira et Francis Gauthier – Les Jours heureux | - Sylvain Bellemare, Hans Laitres et Daniel Capeille – La Garde blanche (en) - Catherine van der Donckt, Bruno Bélanger et Olivier Léger – Au lendemain de l'odyssée - Catherine van der Donckt, Isabelle Lussier, Richard Saindon et Guillaume Lévesque – Malartic - Ilyaa Ghafouri, Shelley Craig et Thomas Sédillot – Graver l'homme : Arrêt sur Pierre Hébert (en) - Sacha Ratcliffe, Hans Laitres, Joseph Ray et Roudie Rigaud Marcelin – Kite Zo A : Laisse les os (en) |
| Meilleure coiffure | Meilleur maquillage |
| - Daniel Jacob – Nos belles-sœurs - Jean-Luc Lapierre – Vampire humaniste cherche suicidaire consentant - Jean-Luc Lapierre et André Duval (en) – Dis-moi pourquoi ces choses sont si belles - Marcelo Nestor Padovani – Ababouiné - Nermin Grbic (en) – Solo | - Marie Salvado – Solo - Catherine Brunelle, Bruno Gatien (en), Rémy Couture et Vicky Limkalan – Nous, les zombies (en) - Catherine Lavoie – Nos belles-sœurs - Dominique T. Hasbani – Ru - Tania Guarnaccia – Vampire humaniste cherche suicidaire consentant |
| Meilleurs effets visuels | Meilleure distribution des rôles |
| - Marie-Claude Lafontaine, Jean-François « Jafaz » Ferland (en) et Simon Beaupré – Vampire humaniste cherche suicidaire consentant - Julia Aubry, Evren Boisjoli, Ricardo Santillana et Rene Allegretti – Jour de chasse - Marie-Claude Lafontaine, Jean-François « Jafaz » Ferland et Sébastien Chartier – Nos belles-sœurs - Marie-Claude Lafontaine et Sébastien Chartier – 1995 - Marie-Josée Huot et Alain Lachance – Ababouiné                                  | - Tania Arana (en) – Vampire humaniste cherche suicidaire consentant - Annie Saint-Pierre – Simple comme Sylvain - Ariane Castellanos (en) – Richelieu - Henry Bernadet (en), Marie-Anne Sergerie et Victor Tremblay-Blouin – Les Rayons gamma - Karel Quinn – 1995 - Nathalie Boutrie (en) et Geneviève Hébert – Ru |
| Meilleur premier film | Prix Iris Michel-Côté (Prix du public) |
| - Vampire humaniste cherche suicidaire consentant d'Ariane Louis-Seize - Adam change lentement (en) de Joël Vaudreuil (en) - Jour de chasse d'Annick Blanc (en) - Kanaval de Henri Pardo (en) - Richelieu de Pier-Philippe Chevigny | - Nos belles-sœurs - Testament - Simple comme Sylvain - Ru - 1995 |
| Film s'étant le plus illustré à l'extérieur du Québec | Prix Iris-Hommage |
| - Simple comme Sylvain de Monia Chokri - Les Chambres rouges de Pascal Plante - Produire la menace (en) d'Amy Miller (en) - Richelieu de Pier-Philippe Chevigny - Vampire humaniste cherche suicidaire consentant d'Ariane Louis-Seize | - Denis Villeneuve |